# Парадајз фест
Парадајз фест је привредни и културни тродневни фестивал који се одржава на територији општине Лебане.

## О фестивалу
Парадајз фест има за циљ повезивање потенцијалних купаца са произвођачима парадајза и осталог воћа и поврћа који раде на и ван територије општине Лебане. 
Организатори у склопу програма организују стручна предавања из области привреде, пољопривреде и производње.Фестивал је изложбено продајног карактера, па је могуће сва јела дегустирати пре куповине. Организација фестивала посетиоцима обезбеђује и музички програм популарних извођача народне музике, а учесници имају могућност да се такмиче у више различитих категорија попут такмичења за најукусније јело, најтежи парадајз и лајлепше декосрисану тезгу.